# Bhutan Airlines
Bhutan Airlines est la première compagnie privée de transport aérien au Bhoutan. Fondée en 2011, elle reçoit son premier avion le 4 décembre, un Pilatus PC-12 [A5-BAA] d'une capacité de huit passagers pour des vols intérieurs. La compagnie effectue son premier vol international le 10 octobre 2013, avec des vols internationaux vers l'inde et la Thaïlande,.

## Flotte

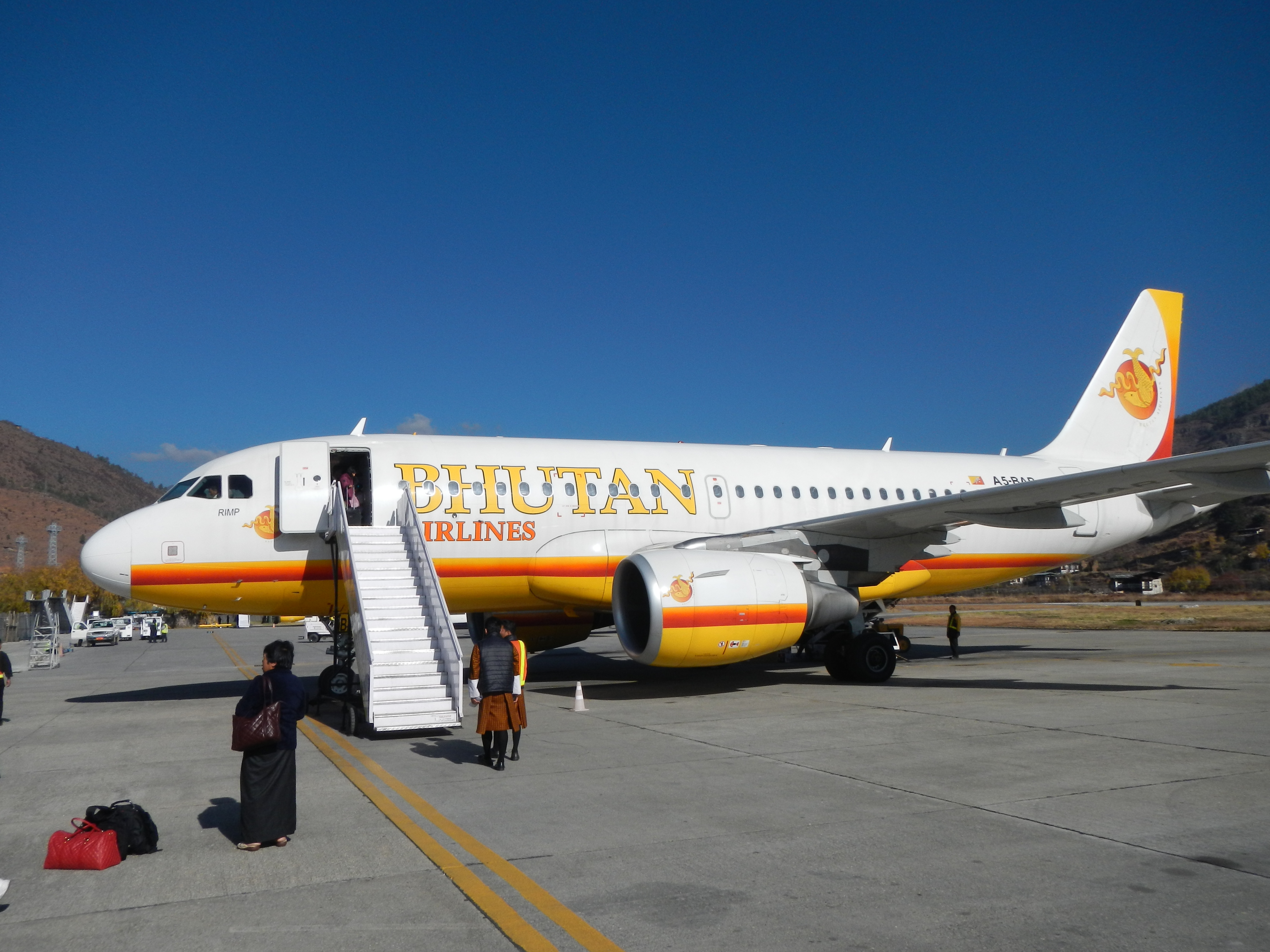
Bhutan Airlines Airbus A319-100

La flotte de Bhutan Airlines est composée de deux appareils (en mars 2020) :